# Simon Elias Warburg
Simon Elias Warburg, född den 4 juni 1840 i Göteborg, död den 21 mars 1899 i Stockholm, var en svensk grosshandlare verksam i Göteborg.

## Biografi
Föräldrar var köpmannen Michael S. Warburg (1802-1868). Efter avslutade studier vid realgymnasium i Göteborg blev han 1857 student vid Lunds universitet och praktiserade på kontor i hemstaden och i London. År 1862 bildade han tillsammans med M. Leman firman Warburg, Leman & Co. År 1868 efterträdde han fadern som dansk konsul och blev 1877 dansk generalkonsul. Han var medgrundare till Börssällskapet. Efter erbjudande 1896 om att få bli dansk generalkonsul i Stockholm, flyttade han dit.
Han gifte sig 1870 med Paulina Drucker från Köpenhamn och de fick sonen Michael Sven.